# Phần tử đơn vị
Trong toán học, phần tử đơn vị (hay còn gọi là phần tử trung hòa) là một phần tử đặc biệt của một tập hợp khi nói đến phép toán hai ngôi trên tập hợp đó. Nó không làm thay đổi phần tử còn lại khi thực hiện phép toán với phần tử đó. Khái niệm này được dùng trong các cấu trúc đại số như nhóm, vành.
Thuật ngữ phần tử đơn vị có thể được gọi ngắn gọn là đơn vị nếu không thể bị nhầm được.

## Định nghĩa
Cho (S, *) là một tập S cùng với phép toán hai ngôi * trên nó, phần tử {\displaystyle e} được gọi là
- Đơn vị trái nếu {\displaystyle \forall a\in S,e*a=a}
- Đơn vị phải nếu {\displaystyle \forall a\in S,a*e=a}
- Đơn vị hai phía (hoặc đơn giản là đơn vị), nếu e vừa là đơn vị trái vừa là đơn vị phải.

## Ví dụ
| Tập hợp                                   | Phép toán                                               | Phần tử đơn vị                                                                  |
| ----------------------------------------- | ------------------------------------------------------- | ------------------------------------------------------------------------------- |
| Số thực                                   | + (Phép cộng)                                           | 0                                                                               |
| Số thực                                   | · (Phép nhân)                                           | 1                                                                               |
| Số phức                                   | + (phép cộng)                                           | 0                                                                               |
| Số phức                                   | · (phép nhân)                                           | 1                                                                               |
| Số nguyên dương                           | Bội chung nhỏ nhất                                      | 1                                                                               |
| Số nguyên không âm                        | Ước chung lớn nhất                                      | 0                                                                               |
| Ma trận m x n                             | Phép cộng ma trận                                       | Ma trận không                                                                   |
| Ma trận vuông n x n                       | Phép nhân ma trận                                       | In (Ma trận đơn vị)                                                             |
| Ma trận m x n                             | ○ (Tích Hadamard)                                       | Jm, n (Ma trận một)                                                             |
| Tất cả các hàm số từ tập, M, tới chính nó | ∘ (phép hợp hàm)                                        | Hàm đồng nhất                                                                   |
| Tất cả các phân phối trên nhóm , G        | ∗ (tích chập)                                           | δ (Hàm delta Dirac)                                                             |
| Số thực mở rộng                           | Nhỏ nhất/infimum                                        | +∞                                                                              |
| Số thực mở rộng                           | Lớn nhất/supremum                                       | −∞                                                                              |
| Các tập con của tập M                     | ∩ (Phép giao tập hợp)                                   | M                                                                               |
| Các tập hợp                               | ∪ (Phép hợp tập hợp)                                    | ∅ (Tập rỗng)                                                                    |
| Xâu, danh sách                            | Phép nối                                                | Xâu rỗng, danh sách rỗng                                                        |
| Đại số Boole                              | ∧ (Phép hội)                                            | ⊤ (đúng)                                                                        |
| Đại số Boole                              | ↔ (Phép tương đươnng)                                   | ⊤ (đúng)                                                                        |
| Đại số Boole                              | ∨ (Phép tuyển)                                          | ⊥ (sai)                                                                         |
| Đại số Boole                              | ⊕ (Phép xor)                                            | ⊥ (sai)                                                                         |
| Nút thắt                                  | Tổng nút                                                | Mở nút                                                                          |
| Mặt phẳng compact                         | # (Tổng liên thông)                                     | S2                                                                              |
| Nhóm                                      | Tích trực tiếp của nhóm                                 | Nhóm tầm thường                                                                 |
| Hai phần tử, {e, f}                       | ∗ định nghĩa bởi e ∗ e = f ∗ e = e và f ∗ f = e ∗ f = f | Cả hai e và f dều là đơn vị trái, nhưng không có đơn vị phải và đơn vị hai phía |
| Các quan hệ thuần nhất trên tập X         | Tích quan hệ                                            | Quan hệ đơn vị                                                                  |

Như trong ví dụ dưới cùng, (S,*) có thể có nhiều hơn một đơn vị trái. Tương tự, có thể có nhiều đơn vị phải. Nhưng nếu có một đơn vị trái và một đơn vị phải thì chúng bằng nhau và chỉ có đúng một đơn vị hai phía.
Thật vậy, nếu l là một đơn vị trái và r là một đơn vị phải thì
l = l * r = r. Vậy, không bao giờ có nhiều hơn một đơn vị hai phía.